# Gary Barlow
Gary Barlow (Frodsham, 20 gennaio 1971) è un cantautore, musicista e produttore discografico britannico, leader del gruppo musicale pop dei Take That.
Sia all'interno del gruppo che da solista, Barlow ha ottenuto un grande successo commerciale, arrivando alla numero 1 della classifica britannica 13 volte come interprete e 14 come autore.
Nella sua carriera ha pubblicato 4 album da solista. Il quinto è stato pubblicato nel 2020.

## Biografia

### Infanzia e primi anni
Gary Barlow nasce il 20 gennaio 1971 a Frodsham, nella contea del Cheshire (Inghilterra settentrionale). Gary è il secondo figlio di Colin (morto nel 2009) e Marjorie Barlow, da cui Gary prende il cognome; inoltre ha un fratello, Ian, maggiore di tre anni.
Mosso dal fervore musicale presente in Inghilterra, fin da piccolo mostra una propensione per la musica e per lo spettacolo in generale.All'epoca Barlow aveva 13 anni, e da quel momento, ha detto, avrebbe sempre speso "tutti i soldi della sua paghetta per i dischi". A tal proposito, successivamente, in un'intervista, ha dichiarato che il primo disco che acquistò nella sua vita era il celebre singolo West End Girls dei Pet Shop Boys, di cui è sempre stato un grande fan. Nel 2011 ha poi coronato il suo sogno di suonare con loro, quando questi ultimi si sono uniti ad alcune tappe del tour dei Take That del 2011 Progress Live.
All'età di nove anni riceve in dono dai genitori un synth, strumento in voga in quegli anni, con cui si diletta a riprodurre le melodie delle canzoncine per bambini e i pezzi pop più passati nelle radio. Contemporaneamente, si dedica all'apprendimento di alcuni semplici trucchi di magia che, uniti alla sua abilità musicale, lo spingono sui palchi dei circoli ricreativi della sua città come divertente e insolita "piccola stella". Crescendo, abbandona la magia per dedicarsi alla musica. Addirittura è quando alla televisione vede un'esibizione live dei Depeche Mode, all'età di 10 anni, che chiede che gli venga regalato il primo pianoforte.
All'età di sedici anni inizia a proporsi come cantante di pianobar e karaoke anche al di fuori di Frodsham. Il passaparola legato al suo nome fa sì che i suoi guadagni aumentino al punto da poter allestire nella sua stanza un piccolo studio di registrazione con cui realizzare i primi demo. Con queste autoproduzioni partecipa a vari concorsi organizzati per promuovere giovani talenti, vincendone alcuni.
Conclusi gli studi, la sua attività principale e unica fonte di reddito diventano le serate in giro per la contea, i cui ricavi aumentano anche grazie alla vendita dei demo registrati in casa che iniziano anche a circolare tra gli addetti ai lavori. In questo periodo fonda il suo primo gruppo, i Curtis Rush, assieme all'allora fidanzata Heather. Propongono delle cover di pezzi noti, Gary è al piano e Heather alla voce. Il sodalizio non è destinato a durare, dal momento che la forte personalità artistica di Gary è ben definita, e mal sopporta di dover condividere la ribalta con Heather.

### Gli esordi: i Take That (1989-1996)
La grande occasione viene da un annuncio sul giornale, in cui il produttore Nigel Martin Smith cerca componenti per formare una boyband. L'intenzione dell'uomo, dettata più da ragioni economiche che artistiche, è quella di realizzare un gruppo composto da cinque ragazzi inglesi, in risposta alla band più in voga al momento, gli statunitensi New Kids on the Block.
Gary risponde all'annuncio accludendo una delle sue cassette e il responso è immediato e positivo. Martin Smith dichiarerà di essere rimasto "folgorato" dal talento di questo ragazzo dall'aspetto dimesso, e di aver subito pensato di costruire la nascente band intorno a lui. Gli altri membri che supereranno il provino saranno Howard Donald, Robbie Williams, Mark Owen e Jason Orange. Nell'autunno del 1989 nascono così i "Take That".

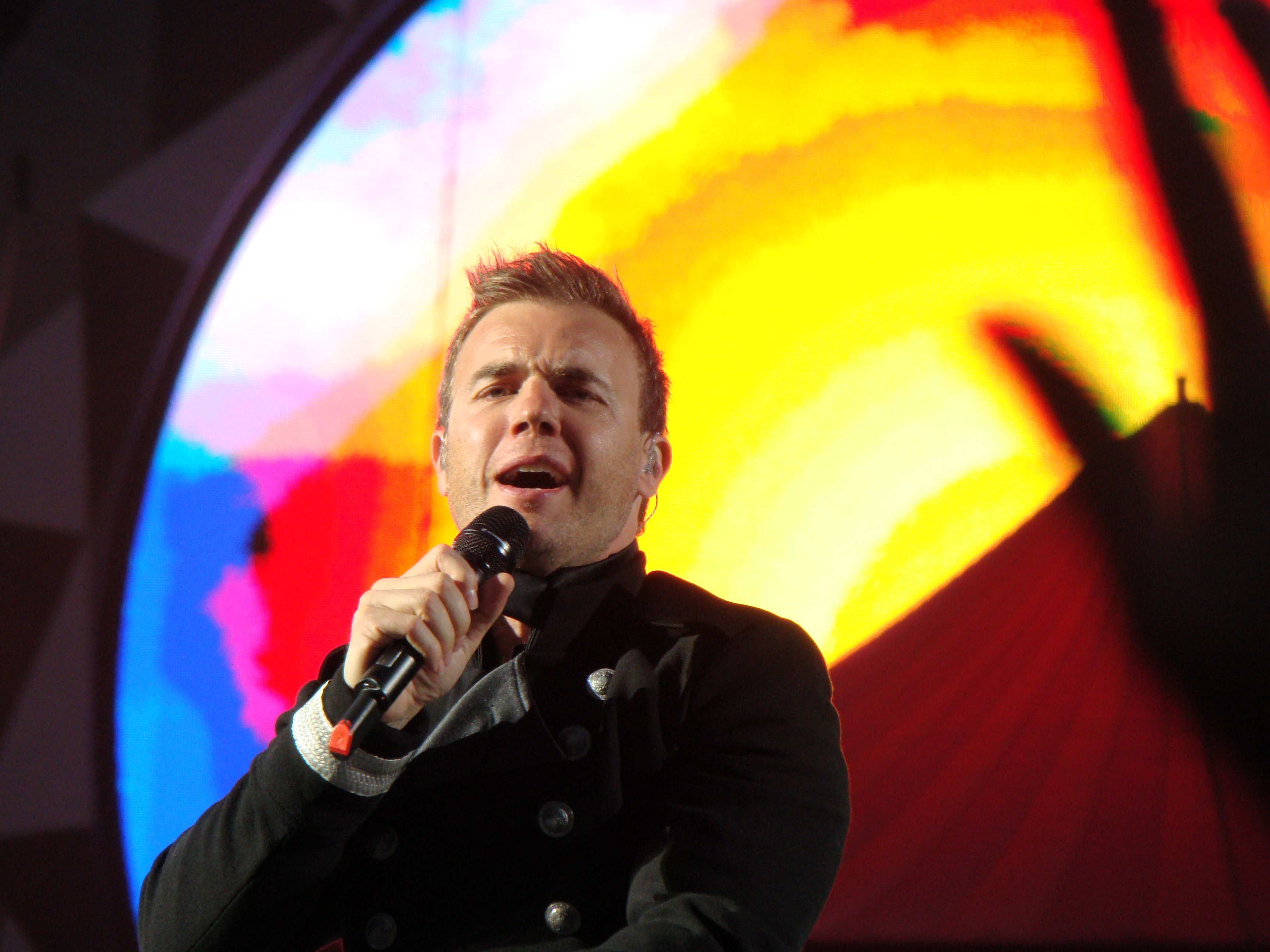
Gary Barlow nel 2012

### Il successo con i Take That
La carriera discografica dei Take That inizia nel luglio del 1991 (con la pubblicazione del singolo pop dance Do What U Like) e conclude la sua prima parte nel febbraio del 1996 (con l'uscita di How Deep Is Your Love, cover del celebre pezzo dei Bee Gees, e la raccolta Greatest Hits).
Gary Barlow costituisce un punto fermo nella storia del gruppo, in quanto la maggioranza dei brani incisi dalla band porta la sua firma e la sua voce. La band diviene presto un fenomeno di successo
Nel 1995 la band raggiunge il massimo del suo successo, con il singolo scritto da Barlow Back for Good, finito subito in cima alle classifiche in 31 Paesi in tutto il mondo, e diventato una delle prime 10 hit del mese negli Stati Uniti.
Se all'inizio questo costituisce un punto di forza dal punto di vista artistico, con il passare del tempo e soprattutto con la crescente e sempre più difficilmente gestibile popolarità, la preminenza di Gary rispetto agli altri componenti porterà alla nascita di tensioni e dissapori all'interno del gruppo. Proprio in seguito a questa situazione, il 17 luglio del 1995 Robbie Williams decide di lasciare i Take That, esasperato dall'atteggiamento a suo dire dispotico di Nigel Martin Smith (nel frattempo diventato manager della band).
I Take That sopravvivono in quattro elementi ancora per qualche mese, fino alla decisione di sciogliersi maturata nel dicembre dello stesso anno. Decisione resa pubblica il 13 febbraio del 1996 (curiosamente, giorno del compleanno di Robbie) con una conferenza stampa non priva di momenti tesi.
I media puntano il dito contro Gary e la sua ambizione di sfondare come cantante solista, accusandolo di aver sollecitato lo scioglimento del gruppo o di esserne stato la causa scatenante. Le dichiarazioni di Robbie Williams, grondanti rancore e risentimento, danno il via al dualismo che caratterizzerà la prima parte delle rispettive carriere soliste.

### La carriera solista (1996-1999)
Già nel 1994 Barlow lavora da solo nel ruolo, seppur breve, di corista di Elton John, nella registrazione del celebre brano Can You Feel the Love Tonight, una delle tracce della colonna sonora de Il re leone.
invece, il primo disco ufficiale a firma Gary Barlow esce nel giugno del 1997 e si intitola Open Road. Anticipato dai singoli Forever Love, uscito l'anno prima che raggiunge la numero 1 nelle classifiche di quasi tutta Europa, e Love won't wait (scritto, tra gli altri, da Madonna), l'album ottiene un discreto successo.
Essendo stato il fautore della maggioranza dei testi e delle musiche dei Take That, anche questo nuovo lavoro si iscrive nello stesso filone pop. Delicate ballate si alternano a pezzi più ritmati, ma sempre rimanendo fedele allo stile che aveva portato il gruppo inglese al predominio delle classifiche di quasi tutto il mondo.
Nello stesso periodo avviene l'atteso esordio solista di Robbie Williams con Life thru a Lens, le cui inizialmente deludenti vendite sono riscattate dal quarto singolo estratto, il pezzo più rappresentativo della sua carriera: Angels.
Si trasferisce così negli Stati Uniti dove lavora al suo nuovo album. Forte dell'appoggio del produttore Clive Davis della Arista Records inizia la stesura di nuovi pezzi, ma il disco vedrà la luce solo nel 1999, con il titolo Twelve Months, Eleven Days, e passa pressoché inosservato.

### Gli anni bui (1999-2005)
Conclusa in malo modo l'avventura americana, se dal punto di vista personale la vita di Gary sembra andare a gonfie vele, lo stesso non si può dire di quella professionale. Viene licenziato dalla casa discografica con una telefonata, e questo avvenimento costituisce il punto di rottura.
Gary sprofonda nella depressione, nell'abuso di alcol e droghe e perde completamente la sua vena creativa. Nonostante continui saltuariamente a scrivere pezzi per altri cantanti (tra cui un progetto solista per Victoria Beckham), il suo nome non compare mai. La stessa Victoria, intervistata sull'argomento, negherà di aver mai collaborato con lui.
Nel 2001, inizia la sua lenta rinascita professionale. Gary fonda la casa discografica True North insieme agli amici e colleghi compositori Eliot Kennedy e Tim Woodcock. Dalla sua penna escono canzoni di successo, fra gli altri per: Delta Goodrem, i Westlife, i Blue, le Sugababes, Donny Osmond ma sempre lavorando dietro le quinte. Gary si ritira quindi a vita privata, sfuggendo i fotografi a causa del suo aspetto fisico che risente della sua condizione psicologica.
Nel novembre 2005 un documentario mandato in onda dal canale inglese ITV per celebrare il 10 anni dallo scioglimento dei Take That riaccende i riflettori sul gruppo. L'attenzione dei media è alta, i fan ancora numerosi, la richiesta di averli come ospiti grande. Gary, Mark, Howard e Jason decidono di tornare.

### My Take
Nel settembre del 2006 è uscita in Inghilterra per la casa editrice Bloomsbury l'autobiografia di Gary intitolata My Take (scritta in collaborazione con lo scrittore e autore televisivo britannico Richard Havers).
In essa, si ripercorrono le varie tappe di una vita e di una carriera per la maggior parte sotto i riflettori, corredando la narrazione con una galleria fotografica. Visto il successo di questa prima edizione anche grazie a un signing-tour che ha portato Gary nelle maggiori librerie del Regno Unito nell'autunno del 2006 a presentare personalmente il volume, Bloomsbury ha promosso l'uscita di una seconda edizione in versione paperback, nella primavera del 2007, con una copertina diversa, prezzo ridotto e un capitolo in più che descrive alcuni momenti salienti della lavorazione in studio di Beautiful World e della relativa promozione.

### Ritorno con i Take That (2006-oggi)
Nel 2006 ritorna il gruppo iconico che ebbe così tanto successo da caratterizzare fortemente gli anni novanta. Infatti i Take That hanno poi ispirato la creazione di altri gruppi musicali originari della Gran Bretagna, quali: Boyzone, Westlife e le celeberrime Spice Girls.
In risposta al documentario di ITV ne nasce un altro, prodotto e realizzato dai membri della band a cui si unisce anche Robbie Williams. Il filmato, uscito nel 2006 in DVD con il titolo Take That For The Record, ha un enorme successo in tutto il mondo.
Il gruppo (senza Robbie), con l'Ultimate Tour, tiene una serie di concerti negli stadi e arene inglesi nell'estate dello stesso anno, raccogliendo un numeroso pubblico.
Il consenso è tale che decidono di riunirsi in studio, nei locali di Abbey Road, per realizzare il quarto disco della band a distanza di 12 anni dal precedente. Nel novembre 2006 esce così Beautiful World e il relativo tour tocca anche l'Italia per due date, a Bologna e Milano, il 23 e 24 ottobre del 2007.
Nel 2008 è ancora con i Take That per il loro quinto album in studio, The Circus, in cui è sempre coautore di musiche e testi, che viene seguito, nell'estate del 2009 da un tour negli stadi inglesi.
Nel 2009 pubblica il singolo Shame, assieme a Robbie Williams. La canzone sancisce la riappacificazione fra i due artisti dopo più di 10 anni di allontanamento. Il pubblico, entusiasta per la reunion dei due cantanti, porta il singolo a raggiungere la posizione numero 2 nella classifica Official Singles Chart nel Regno Unito, vendendo oltre 250.000 copie e venendo certificato disco d'argento. Il singolo entra inoltre nelle classifiche di 21 Paesi in giro il mondo.
Nel 2011 dopo aver annunciato il 15 luglio 2010 la reunion con Robbie Williams, i Take That, nell'originaria formazione a cinque, pubblicano gli album Progress e Progressed, e nei mesi di maggio, giugno e luglio 2011 si esibiscono negli stadi di mezza Europa con il Progress Live tour, che passa alla storia come Live Show che ha venduto più biglietti e più velocemente nella storia della musica inglese (quasi un milione di biglietti venduti in meno di 24 ore).

#### Altri lavori e carriera solista (2009-)

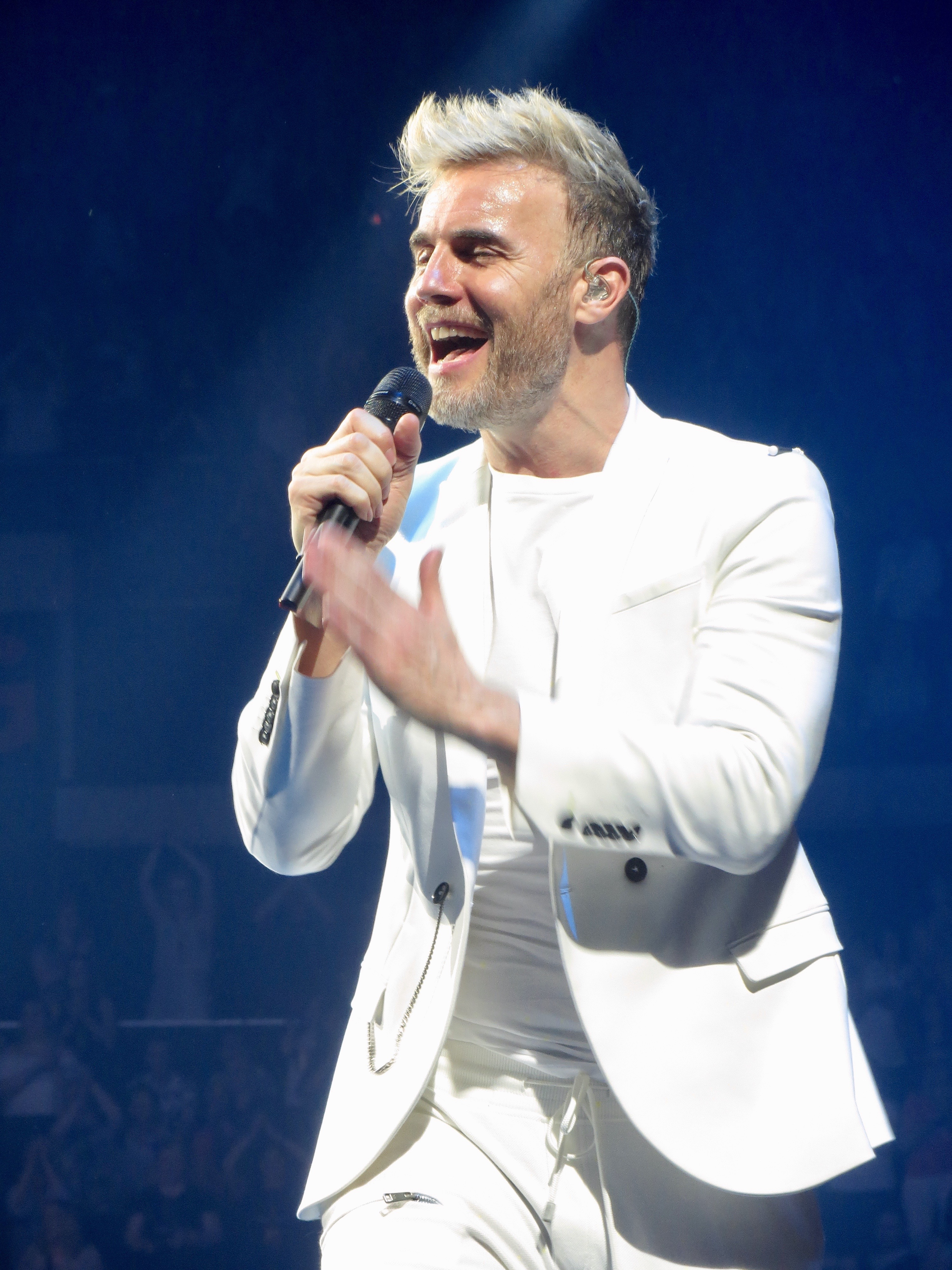
Gary Barlow a Glasgow durante il Wonderland Live Tour del 2017

Dalla stagione televisiva 2011 (l'ottava) fino a quella 2013 siede nella giuria del programma di intrattenimento X Factor, edizione inglese. Nel 2012 viene incaricato dalla regina Elisabetta II di organizzare il concerto per il suo Giubileo di Diamante. In quell'anno, viene insignito dalla Regina anche del titolo OBE (Ordine dell'Impero Britannico) per meriti professionali e per l'impegno sociale.
Nel febbraio 2012, Barlow annuncia l'arrivo di una quarta figlia, Poppy, che però nasce già morta il 4 agosto 2012. Nonostante la perdita di sua figlia, Barlow canta la hit Rule the World alla cerimonia di chiusura dei Giochi della XXX Olimpiade a Londra.
Nel settembre 2013 annuncia l'uscita del suo terzo album solista Since I Saw You Last, in uscita il 25 novembre 2013, anticipato dal singolo Let Me Go.
Nel 2014 viene presentato il musical di Broadway Finding Neverland, sulla storia di Peter Pan. Chiamato dal produttore Harvey Weinstein, Gary ne ha riscritto le musiche con Elliot Kennedy.
Nel 2015 scrive un musical con Tim Firth tratto dal film Calendar Girls. Il musical, intitolato The Girls, debuttò a Leeds nel 2015, prima di andare in scena a Salford nel 2016 e, infine, nel West End londinese nel 2017. The Girls rimase in scena per cinque mesi al Phoenix Theatre, dal 28 gennaio al 15 luglio, ed è stato candidato a tre Laurence Olivier Award, tra cui quello al miglior nuovo musical. Nel 2018 il musical va in tournée per la Gran Bretagna con il nuovo titolo di Calendar Girls.
Nel 2017, viene presentato The Band, un musical jukebox con musica e testi di Take That e un libro di Tim Firth,  coprodotto da David Pugh, Dafydd Rogers e Take That, tra cui Robbie Williams. Nel 2020 l'artista annuncia la pubblicazione di un quinto album dal sound orchestrale. Il 30 settembre 2020 viene pubblicato, dalla BBC Radio 2, il primo singolo Elita, in collaborazione con Michael Bublé e Sebastian Yatra. Viene annunciato anche un tour nel 2021 per promuovere il disco, con Leona Lewis come ospite speciale.
Seguono il singolo da solista Incredible, pubblicato il 30 ottobre 2020, e l'annuncio dell'album Music Played by Humans, pubblicato il 27 novembre 2020.
Nel 2021 pubblica l'album natalizio The Dream of Christmas.
Il 20 gennaio 2022, Barrow dirige e annuncia uno spettacolo teatrale inedito intitolato A Different Stage, che ha debuttato a Runcorn il 10 febbraio 2022, per poi andare in tournée in tutto il Regno Unito. Lo spettacolo viene performato in due repliche nel West End di Londra, sia al Duke of York's Theatre che al Savoy Theatre.

## Vita privata
Nel 2000 Gary Barlow, tornato in patria, decide di sposare la ballerina professionista Dawn Andrews, con cui ha iniziato una relazione nel 1995. Il matrimonio avviene il 12 gennaio 2000 ai Caraibi, e ad agosto nasce il loro primogenito Daniel. Nel 2002 nasce la sua secondogenita, Emily. Il 15 gennaio 2009 nasce Daisy, che rende Gary padre per la terza volta.
Il 4 agosto 2012, ha rivelato che la loro quarta figlia, Poppy, era nata morta, e a tal proposito ha dichiarato: "Dawn e io siamo devastati nell'annunciare che abbiamo perso la nostra bambina. Ora ci concentriamo sul dare a Poppy un bel funerale e amare i nostri tre figli con tutto il cuore. Chiediamo in questo momento doloroso che la nostra privacy venga rispettata". Più avanti, nel 2022, ha detto: "Avevo bisogno di accettare che questa non era una cicatrice che sarebbe guarita con il tempo, questa era una cicatrice con cui sarei morto". Questo evento lo avrebbe inoltre portato a impegnarsi in attività benefiche nel campo della mortalità infantile.
Gary Barlow, come Robbie Williams, è dichiaratamente ateo.

## Filantropia
(Gary Barlow in un'intervista all'UNICEF)
Gary Barlow è in assoluto una delle personalità più impegnate nelle attività di beneficenza del mondo dello spettacolo.
Nel 2009 Gary Barlow ha organizzato una scalata, supportata da vari sponsor, sulla cima del Kilimangiaro, iniziativa che ha portato alla raccolta di milioni di fondi per Comic Relief, associazione inglese per i bambini in povertà. Assieme a Barlow hanno partecipato altre otto celebrità della televisione e dello sport: Serena Williams, Cheryl, Ben Sheppard, Alesha Dixon, Kimberley Walsh, Fearne Cotton, Denise van Outen e Ronan Keating (leader dei Boyzone). Tutti e nove hanno raggiunto sani e salvi la vetta del Kilimangiaro il 7 marzo 2009, evento che ha condotto alla raccolta di circa 6 milioni di sterline di fondi.
Oltre agli eventi di beneficenza organizzati da lui stesso, Barlow ha sempre supportato anche le iniziative benefiche portate avanti da altri artisti: per esempio, sempre nel 2009, ha cantato sul palco assieme a Ronan Keating Back for Good, scritta da Barlow, a Battersea, quartiere sud di Londra. Tale concerto ha raccolto oltre 650000 £ per la Cancer Research UK, associazione britannica di ricerca sul cancro.

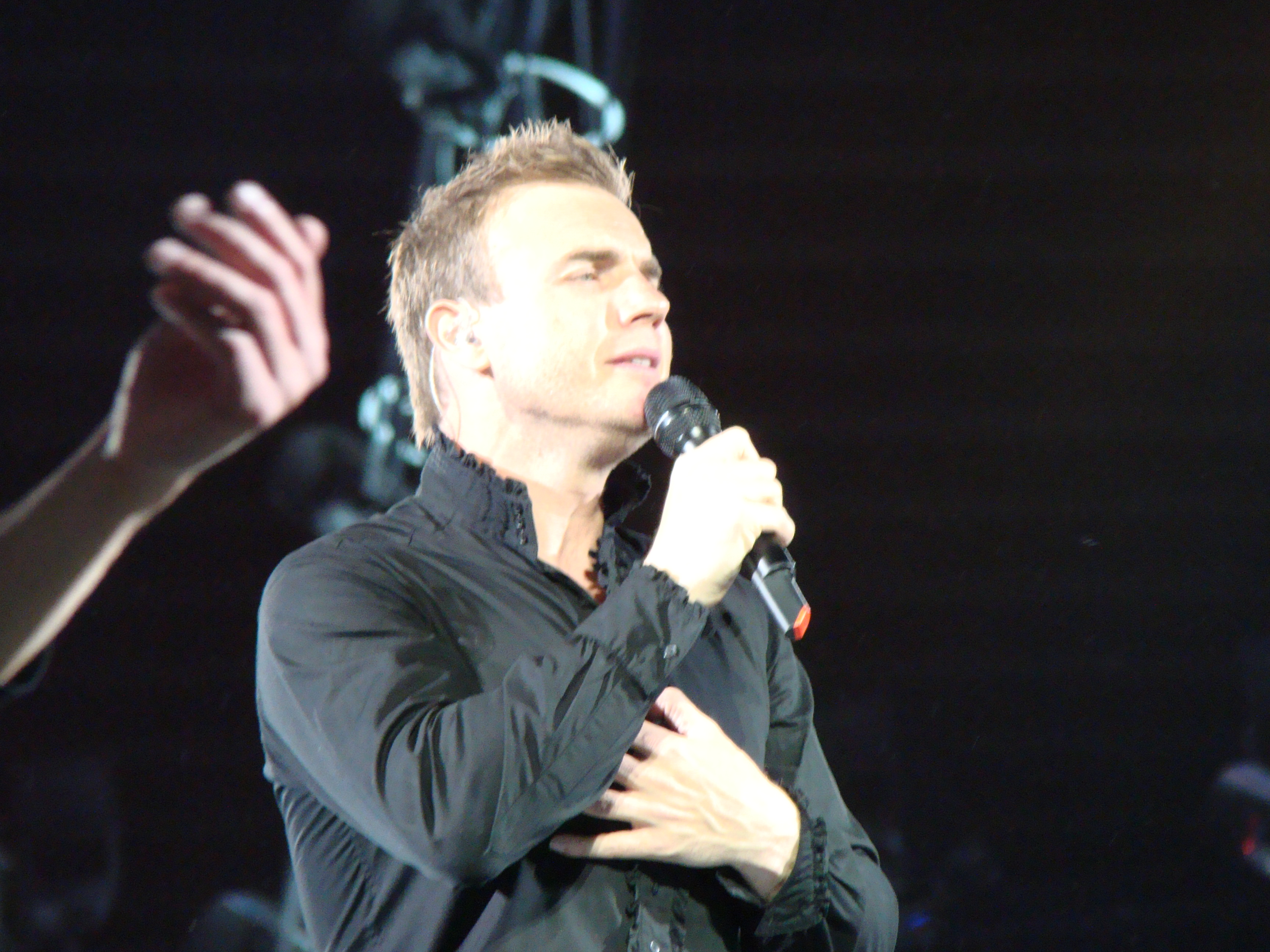
Gary Barlow il 6 giugno 2009 a Sunderland

Nel novembre 2009 al Royal Albert Hall è stata trasmessa una reunion dei Take That con Robbie Williams e una serie di duetti insoliti (con artisti come Lily Allen e Dizzee Rascal). A ideare tale trasmissione benefica è stato proprio Barlow, che ha dedicato l'intero evento "a tutti coloro che hanno perso qualcuno a causa di una malattia, come mio padre".
Nel dicembre 2009 a Barlow è stato conferito il prestigioso Blue Peter Gold Badge, riconoscimento assegnato per "i risultati eccezionali ottenuti nella beneficenza e per aver ispirato i bambini di tutti il mondo a realizzare i propri talenti e a raggiungere i propri obiettivi."
Nel febbraio 2010, ha partecipato ad un progetto ideato da Simon Cowell chiamato "Helping Haiti, per aiutare le vittime e gli sfollati del terremoto di Haiti del 2010. L'obiettivo era quello di riunire alcune delle star della musica più riconosciute in tutto il mondo per registrare un singolo di beneficenza, al pari della celebre We Are the World, con tutti gli incassi destinati alla causa. Everybody Hurts, vendendo oltre 460.000 copie soltanto nella sua prima settimana, è diventato il disco di beneficenza tuttora più venduto del XXI secolo.
Barlow ha anche venduto all'asta, per 1200 £, il testo originale scritto a mano del suo singolo di maggiore successo Back for Good, per raccogliere fondi per l'associazione Teenage Cancer Trust.
Nel gennaio 2011, Barlow ha organizzato uno spettacolo speciale, dal titolo "GB40", allo Shepherd's Bush Empire per celebrare il suo 40° compleanno, spettacolo in cui ha ripercorso tutti i più grandi successi della sua carriera. Ha poi annunciato che tutti i profitti dello spettacolo sono stati devoluti in beneficenza.
Oltre ad aver organizzato il concerto "Children in Need Rocks Manchester", Barlow ha annunciato che avrebbe realizzato come brano di beneficenza una cover di Teardrop dei Massive Attack. Il singolo, accompagnato dal relativo concerto, hanno raccolto 26 milioni di sterline destinati a Children in Need quell'anno.
Nell'ottobre 2013, Barlow ha viaggiato con parte della troupe di X Factor britannico in Afghanistan, per incontrare le Forze Armate afghane: qui Barlow ha ascoltato le storie di diversi soldati, svolto una corsa di oltre 5 chilometri con le truppe e tenuto un concerto sul campo per risollevare il morale dei soldati come ringraziamento per il loro lavoro.
Il 12 novembre 2013, Barlow cantò con Agnetha Fältskog degli ABBA, al concerto del 2013 "BBC Children in Need Rocks", a Londra.
Infine, nel novembre 2016, Barlow è diventato membro ufficiale della lotta dell'UNICEF contro la mortalità infantile.

## Discografia

### Da solista

#### Singoli
- 1996 – Forever Love (UK n. 1, GER n. 5, ITA n. 8)
- 1997 – Love Won't Wait (UK n. 1, GER n. 35, ITA n. 5)
- 1997 – So Help Me Girl (UK n. 11, GER n. 78, USA n. 44)
- 1997 – Open Road (UK n. 7, GER n. 63)
- 1998 – Superhero (USA n. 106)
- 1998 – Hang On In There Baby (featuring Rosie Gaines) (GER n. 69)
- 1999 – Stronger (UK n. 16, GER n. 73)
- 1999 – For All That You Want (UK n. 24, GER n. 94)
- 2010 – Shame (con Robbie Williams) (UK n. 2, GER n. 11, ITA n. 7)
- 2012 – Sing (con The Commonwealth Band featuring Military Wives) (UK n. 1)
- 2013 – Let Me Go (UK n. 2, GER n. 25)
- 2013 – I Should've Followed You Home (con Agnetha Fältskog) (UK n. 99)
- 2014 – Face To Face (featuring Elton John) (UK n. 69)
- 2014 – Since I Saw You Last (UK n. 65)

#### Album
- 1997 – Open Road (UK n. 1, GER n. 10, ITA n. 8)
- 1999 – Twelve Months, Eleven Days (UK n. 34, GER n. 67)
- 2012 – Sing (UK n. 1)
- 2013 – Since I Saw You Last (UK n. 2, GER n. 10)
- 2020 – Music Played by Humans
- 2021 – The Dream of Christmas

### Con i Take That
- 1992 – Take That & Party (1992)
- 1993 – Everything Changes (1993)
- 1995 – Nobody Else (1995)
- 2006 – Beautiful World (2006)
- 2008 – The Circus (2008)
- 2010 – Progress (2010)
- 2014 – III (2014)
- 2017 – Wonderland (2017)
- 2018 – Odyssey (2018)
- 2023 – This Life (2023)

## Onorificenze
Nell'anno in cui Barlow ha festeggiato 20 anni di carriera nell'industria musicale, nonché nella raccolta fondi, ovvero il 2012, Gary è stato onorato durante i Queen's Birthday Honours. Il 16 giugno 2012 è stato nominato Ufficiale dell'Ordine dell'Impero Britannico. Durante la premiazione ha dichiarato: "Sono assolutamente emozionato e mi sento molto privilegiato di essere in compagnia di così tante persone brillanti che so aver ricevuto un OBE. La mia famiglia è molto orgogliosa".